# Gembloux
Gembloux (en valón: Djiblou, y en neerlandés: Gembloers) es uno de los 16 municipios belgas del distrito (arrondissement) de Namur en la provincia homónima de Namur dentro de la región Valona.
Famosa por su Facultad Universitaria de Ciencias Agronómicas.

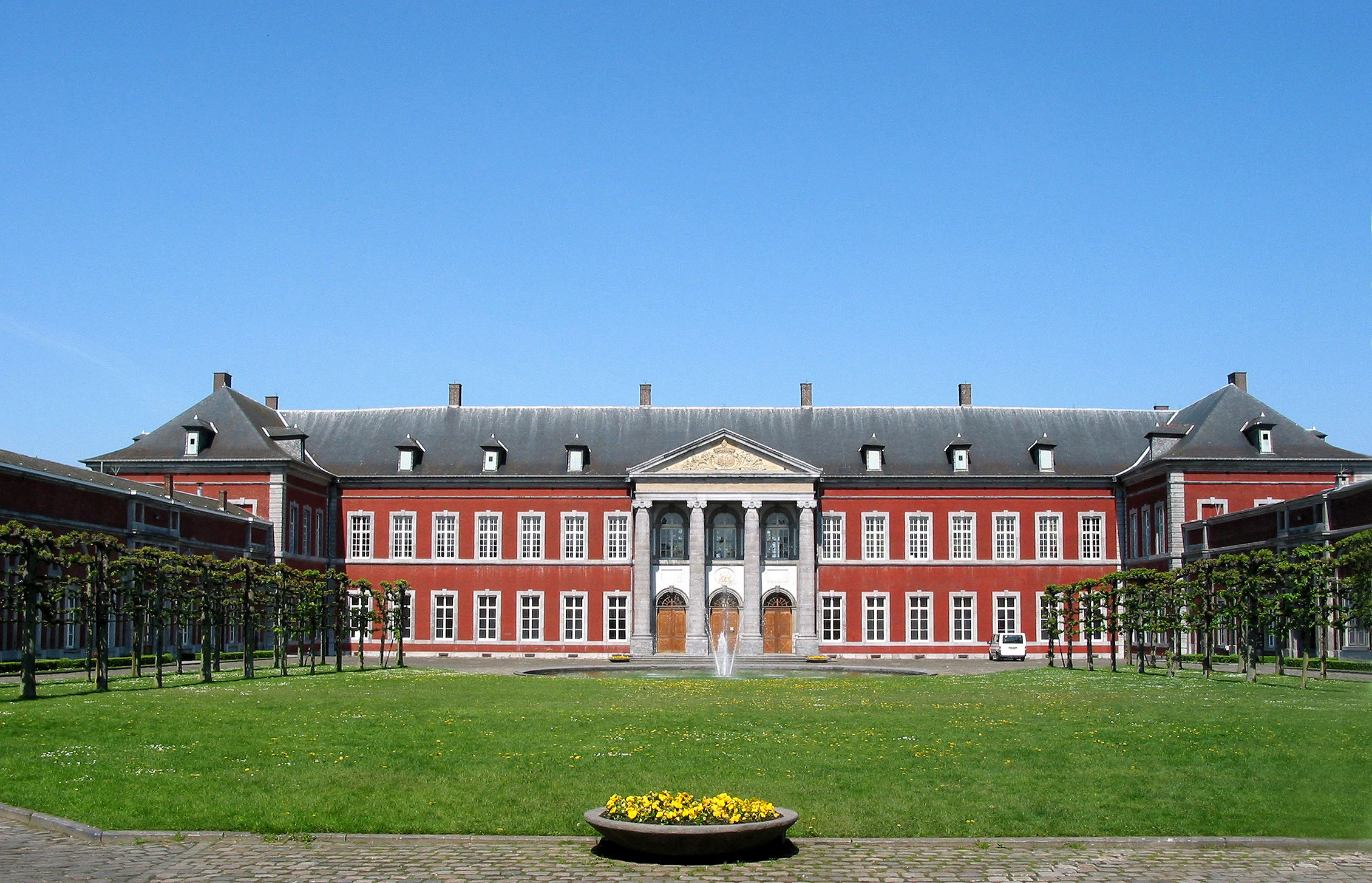
La Facultad universitaria de Ciencias Agronómicas.

## Historia
La ciudad tiene una historia muy antigua según se puede saber a través de testimonios de la época galo-romana que mencionan a Gembloux dentro del camino romano Bavay-Colonia, que unía el norte de Francia con el oeste de Alemania 

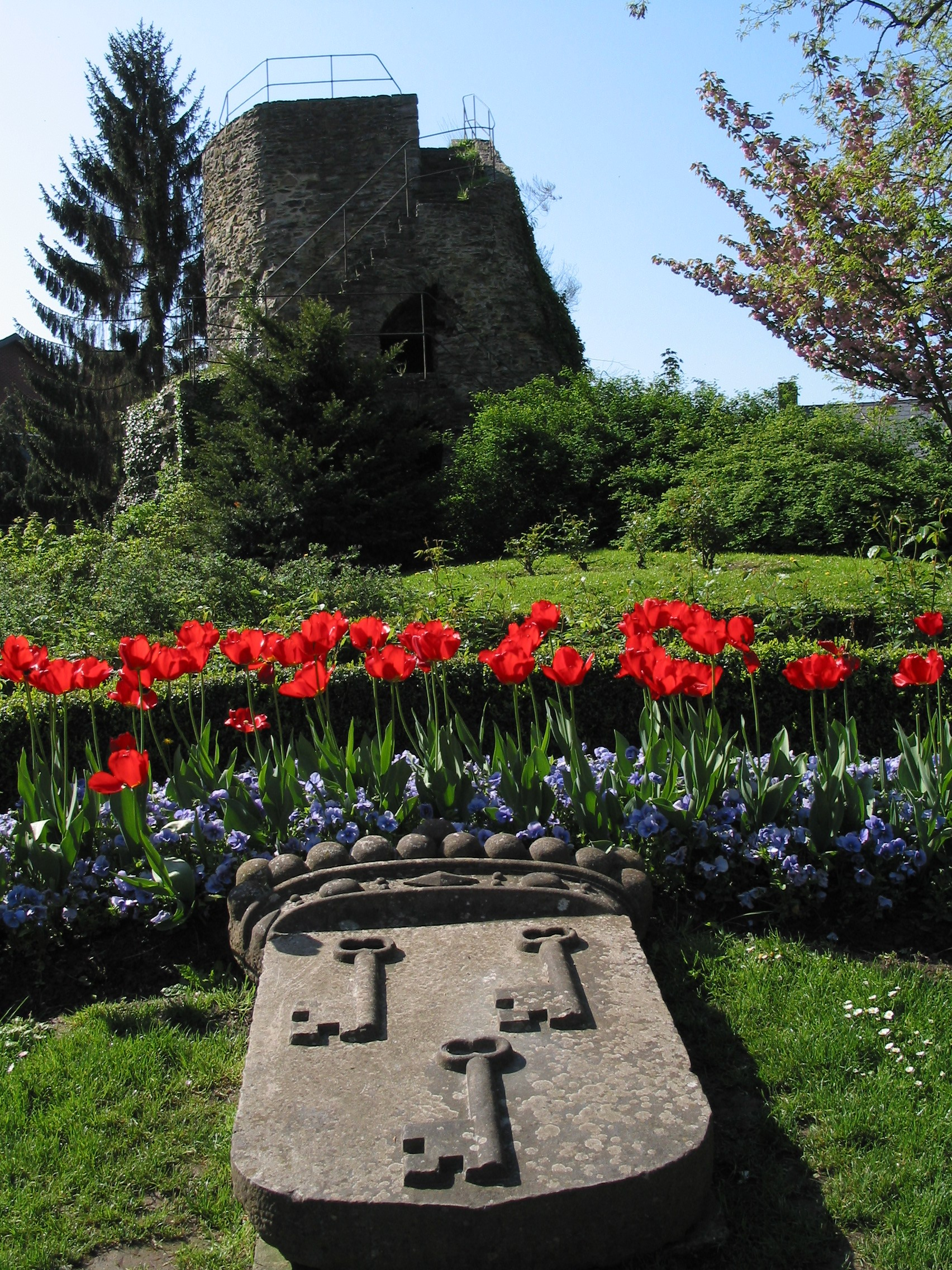
Escudo de la ciudad.

### Gembloux y sus pueblos
El 17 de septiembre del año 1977 los antiguos municipios de Gembloux, Lonzée, Grand-Manil, Sauvenière, Ernage, Beuzet, Bossière, Bothey, Corroy-le-Château, Grand-leez , Les Isnes et  Mazy se fusionaron en el municipio denominado Gembloux-Sur-Orneau 
El nombre del municipio fue modificado por ley el 30 de julio de 1979 simplemente a Gembloux. Posteriormente, el 5 de junio de 1998 se autorizó al municipio a portar el título de Ciudad. 

## Geografía
El municipio de Gembloux se encuentra en medio camino de Ottignies-Louvain-La-Neuve y Namur yendo por la Ruta Nacional número 4.
Por esta región pasa el Orneau, un afluente del río Sambre. 

## Monumentos
La Torre de Gembloux ha sido incluida en 2005 en el patrimonio mundial de la humanidad por la Organización de las Naciones Unidas para la educación, la ciencia y la cultura (UNESCO) (mediante una adenda a las inscripciones relativas a las torres flamencas, valonas y del norte de Francia).
Durante la Edad Media, la región de Gembloux fue un condado abacial. Los edificios de la actual Facultad de Ciencias Agronómicas de Gembloux pertenecieron a la antigua abadía benedictina de Gembloux.
En la primera batalla de Gembloux, librada a principios de 1578, el ejército español aplastó al ejército de las Provincias Unidas, reunidas en el marco de la Pacificación de Gante. La segunda batalla de Gembloux tuvo lugar en mayo de 1940 entre las fuerzas armadas francesas (compuestas por tropas metropolitanas y soldados senegaleses y marroquíes) y las fuerzas alemanas. Fue una victoria táctica francesa (las tropas alemanas no pudieron pasar las líneas de defensa francesas) pero aquel triunfo no pudo ser aprovechado en su justa medida por el fracaso estratégico sufrido por las fuerzas franco-inglesas. 

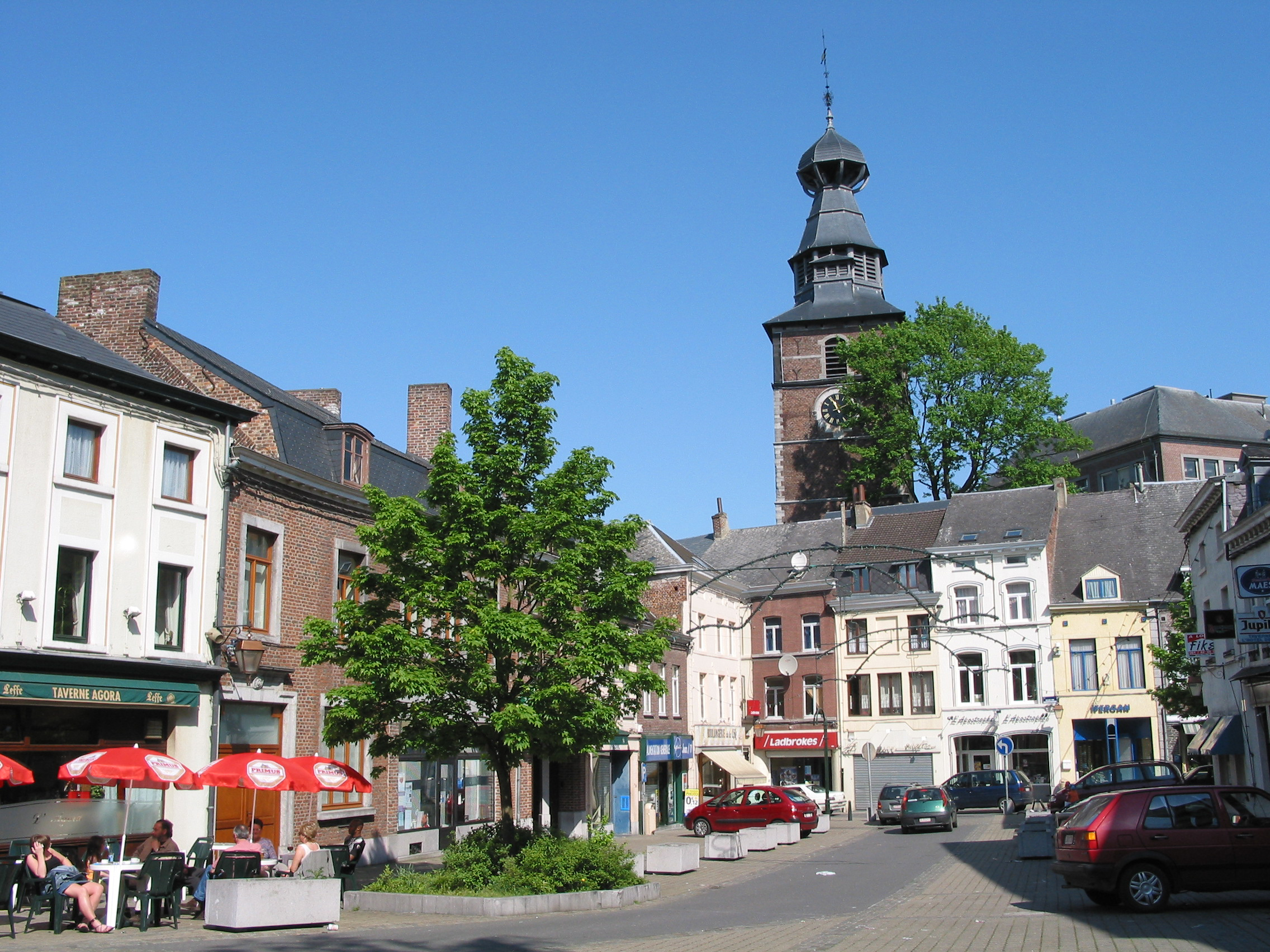
La torre y la plaza del Ayuntamiento

## Demografía
- Población al 1 de enero de 2024: 26.477 habitantes.[3]
- Superficie total: 95,86 km².
- Densidad de población: 277 habitantes por km².

### Evolución
Todos los datos históricos relativos al actual municipio, el siguiente gráfico refleja su evolución demográfica, incluyendo municipios después de efectuada la fusión el 1 de enero de 1977.
| Gráfica de evolución demográfica de Gembloux entre 1846 y 2020 |
|                                                                |